# Hizbut Tarqiyyah

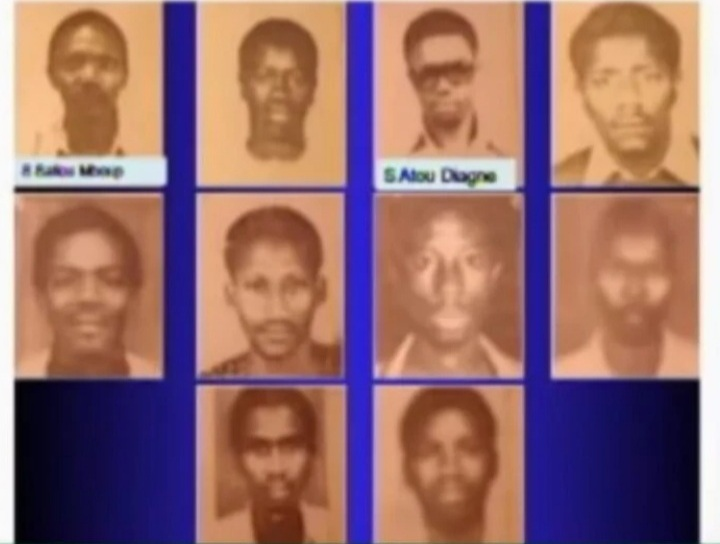
Les fondateurs du Dahira des étudiants mourides : Du haut au bas 1ère colonne : Saliou Mboup, Babacar Mbaye, Atou Diagne, Madické Seck. 2nde Colonne : Momar Sidibé, Amadou Sy, Mbagne D. Niang, Matar Fall. 3ème colonne : Alé Samba Gueye, Massamba Niang

Hizbut Tarqiyyah ou Hizbou Tarkhiya est une organisation de la confrérie mouride fondée en janvier 1976 à l'université de Dakar précisément dans les locaux du pavillon A sous le nom de Dahira des étudiants mourides (DEM).

## Historique
Dans un contexte de forte expansion à l'intérieur du Sénégal, le mouridisme gagne de plus en plus du terrain dans le milieu estudiantin. Ainsi à l'université de Dakar, 9 étudiants mourides dont la plupart originaires de Saint Louis fondent un mouvement réunissant les étudiants mourides afin de répandre l'œuvre d'Ahmadou Bamba qui était toujours absente au sein de l'université face aux idéologies marxistes et léninistes. Le mouvement est approuvé par Serigne Abdoul Ahad Mbacké khalife général des mourides qui lui donne sa bénédiction. Il est aussi le premier mouvement islamique créé à l'université de Dakar. Très vite le mouvement s'agrandit et se compose d'une centaine d'étudiants dirigé par Amadou Saliou Mboup. Parmi ces étudiants figurent maître Madické Niang et maître Alioune Badara Cissé tous les deux hommes politiques et ex ministre des affaires étrangères du Sénégal.
Au milieu des années 1980, le dahira des étudiants mourides ne se limite plus au milieu estudiantin et reçoit d'autres condisciples mourides de toutes les catégories socioprofessionnelles partageant avec eux les mêmes motivations. Dorénavant, les activités du dahira deviennent encore plus diversifiés (instruction islamique, activités de recherche et de traduction, constitution d’une bibliothèque, mise sur pied d’une école coranique etc.). Entre 1990, 1991 et 1992, plusieurs cellules voient le jour telles celles de Fatick, Niakhar, Kaolack, Louga, Tambacounda, Ziguinchor, Touba et un peu plus tard, toutes les régions du Sénégal auront leur cellule. Par la suite, cette notion de daara étendue est exportée avec l’implantation des sièges en Europe, en Afrique et aux États-Unis. En janvier 1992 Serigne Saliou Mbacké khalife général des mourides change le nom du dahira des étudiants mourides en l'intitulant Hizbut Tarqiyyah ou « la faction des gens dont l'ascension spirituelle auprès de Dieu se fait par la Grâce et directement sous les auspices de leur maître, le Serviteur du Prophète Khadimou Rassoul ».  De nos jours le groupe Hizbut tarqiyyah est érigé sous forme d'organisation qui a pour objectif de servir le mouridisme et propager les enseignements d'Ahmadou Bamba. En 1997 l'organisation connut une profonde crise à travers un conflit qui opposa des membres de la haute administration d'hizbut tarqiyyah et le fils du khalife général des mourides Serigne Moustapha Saliou Mbacké. Cet événement a débouché par la suite à un conflit entre membres de l'organisation en 1998 qui a créé une siscion qui aboutira à la création d'une autre frange de la daara dénommé Hizbut Tarqiyyah Darou Khoudoss.
Au Sénégal on dénombre plusieurs milliers de membres actifs d'Hizbut Tarqiyyah. On les reconnaît souvent à travers leur tunique surnommée Baye Lahad.

## Anciens membres célèbres
- Madické Niang, homme politique
- Alioune Badara Cissé, avocat, homme politique sénégalais
- Ousmane Masseck Ndiaye, ancien maire de Saint Louis
- Mahammed Boun Abdallah Dionne, ex premier ministre du Sénégal
- Mor Ngom, homme politique et conseiller du président Macky Sall
- Alioune Ndao, magistrat et procureur de la Cour de répression de l'enrichissement illicite (CREI)
- Moustapha Yacine Gueye, ingénieur télécom et président du groupe "Magal Holding Limited"